# Epitafios

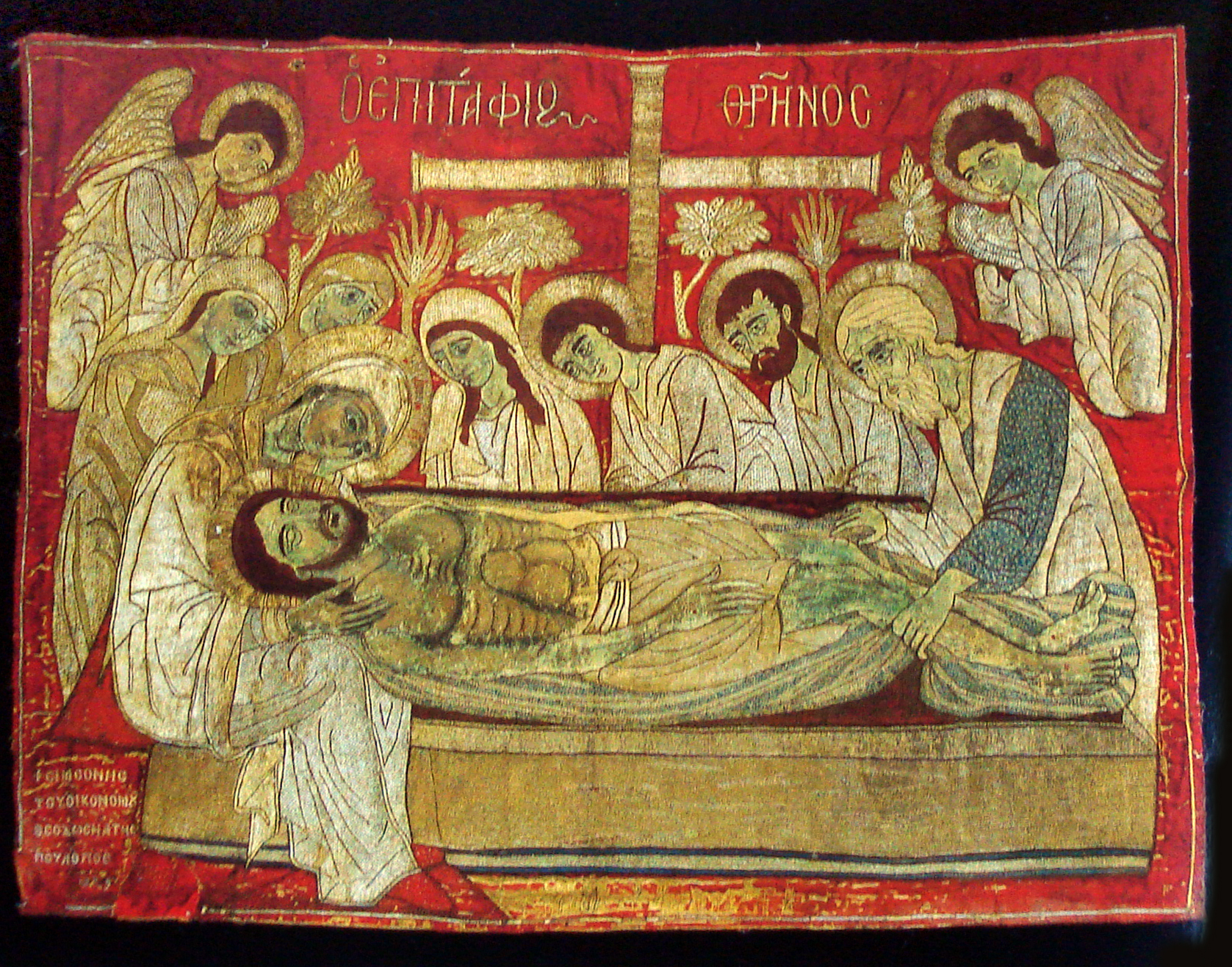
Epitafios met gouden borduurwerk uit 1599, Benaki Museum

Epitafios, Epitaphios of Epitáphion is een religieuze icoon, meestal bestaande uit een grote, geborduurde en vaak rijkelijk versierde stof, met daarop een afbeelding van het dode lichaam van Christus, vaak vergezeld van zijn moeder en andere figuren, zoals vermeld in het Nieuwe Testament. Het wordt gebruikt tijdens de liturgische diensten van Goede Vrijdag en Grote Zaterdag in de Oosters-orthodoxe kerken, evenals in de Oosters-katholieke kerken, die de Byzantijnse ritus volgen.
De Epitaphios is ook een veel voorkomende korte vorm van de Epitáphios Thrēnos, de "klaagzang over het graf" in het Grieks, wat het belangrijkste onderdeel is van de  metten tijdens de dienst op Heilige Zaterdag.

## Etymologie
Het woord Epitáfios is de samenstelling van de Griekse woorden ἐπί, epí, "op" of "erop", en τάφος, táphos, "graf" of "tombe". Het woord epitaaf of grafschrift is ons beter bekend.